# Adulterio nacional
Adulterio nacional es una película española dirigida por Francisco Lara Polop y estrenada en 1982.

## Argumento
Comedia de enredos en las que se escenifican los adulterios cruzados de los dos matrimonios formados por Pura y Agustín y Cesáreo y Hortensia, a los que se añade a una sensual ama de cría llamada Encarna.

## Reparto
- Quique Camoiras 	... 	Agustín
- Charo López  	... 	Hortensia
- Francisco Cecilio 	... 	Cesáreo
- Azucena Hernández 	... 	Pura
- Manolo Codeso 	 	... 	Santiago
- Julia Martínez 	... Felisa
- Juan Carlos Naya 	... 	Miguel
- Alfonso Lussón 	... 	Pepe
- Beatriz Escudero 	... 	Rosa
- Alejandra Grepi 	... 	Encarna
- Alfonso del Real ... 	Alfonso
- Miguel Rellán
- Luis Lorenzo
- Rafaela Aparicio
- Gracita Morales
- José Yepes